# Polaki Duże
Polaki Duże – dawna wieś. Tereny na których leżała znajdują się obecnie na Białorusi, w obwodzie witebskim, w rejonie miorski, w sielsowiecie Miory.
Inna nazwa wsi – Polaki Wielkie.

## Historia
W czasach zaborów wieś w gminie Czeress, w powiecie dzisieńskim, w guberni wileńskiej Imperium Rosyjskiego. Wieś należała do dóbr Czeress ks. Radziwiłłów.
W latach 1921–1945 wieś leżała w Polsce, w województwie wileńskim, w powiecie dziśnieńskim, od 1926 w powiecie brasławskim, w gminie Czeress a od 1927 w gminie Leonpol.
Powszechny Spis Ludności z 1921 roku podał łączne dane dla Polaków Dużych i Małych. Obydwie wsie zamieszkiwało 144 osoby, 3 były wyznania rzymskokatolickiego, 137 prawosławnego a 4 mojżeszowego. Jednocześnie 20 mieszkańców zadeklarowało polską przynależność narodową a 124 białoruską. Było tu 27 budynków mieszkalnych. W 1931 w 16 domach zamieszkiwało 76 osób.
Wierni należeli do parafii rzymskokatolickiej i prawosławnej w Leonpolu. Miejscowość podlegała pod Sąd Grodzki w Druji i Okręgowy w Wilnie; właściwy urząd pocztowy mieścił się w Leonpolu.